# Крыница-Здруй
Крыни́ца-Здруй (Русинский язык.: Крениця), (пол. Krynica-Zdrój; до 31 декабря 2001 года — Крыница) — город в Польше, входит в Малопольское воеводство, Новосонченский повят. Занимает площадь 40,17 км². Население — 11 361 человек (на 2011 год).
Город входит в состав городско-сельской гмины Крыница-Здруй и исполняет функцию её административного центра.

## Общая характеристика
Курорт минеральных вод. На территории Крыницы открыто несколько источников различного состава. На территории города работает фабрика по разливу вод «Крыничанка» (Kryniczanka).
Город известен как место проведения международных экономических форумов (c 1990). В 1995 году в городе был открыт дом-музей художника Никифора Крыницкого.

## История
В 1912—1914 годах польский геолог Рудольф Зубер нашёл в Малопольском воеводстве в районе города Крыница несколько мощных источников минеральных вод. На базе открытых им запасов минеральных вод был открыт бальнеологический курорт. Один из источников получил имя своего первооткрывателя — «Вода Зубера».
В 1920—1930-х годах минеральные воды Крыницы-Здруй считались особо действенными в лечении женского бесплодия. В 1940—1950-х процент излеченных женщин значительно снизился. Специалисты-бальнеологи связывают это с изменением свойств минеральной воды, а местные остряки — с упразднением польского военного гарнизона в окрестностях курорта.

## Спорт
В 1931 году в городе прошёл чемпионат мира по хоккею с шайбой.

## Фотографии
- Польская православная церковь - (Православие в Польше)
- Украинская грекокатолическая церковь
- Церковь - (Ревиндикация)